# Hồ Saint Mary
Hồ Saint Mary là hồ lớn thứ hai tại vườn quốc gia Clacier. Nó nằm ở tọa độ 48°40′58″B 113°32′44″T / 48,68278°B 113,54556°T tại quận Glacier thuộc bang Montana, Hoa Kỳ.
Nằm ở phía đông của công viên, đường Going-to-the-Sun song song với hồ dọc theo bờ phía bắc của nó. Với độ cao 4.484 feet (1.367 m), nước của hồ Saint Mary lạnh hơn và cao hơn gần 1.500 feet (460 m) so với hồ McDonald, hồ lớn nhất trong công viên. Nước của hồ hiếm khi tăng lên trên 50 °F (10 °C) và là nơi sinh sống của nhiều loài cá hồi khác nhau. Vào mùa đông, hồ thường bị đóng băng với lớp băng dày tới 4 feet (1,2 m).

## Hình ảnh

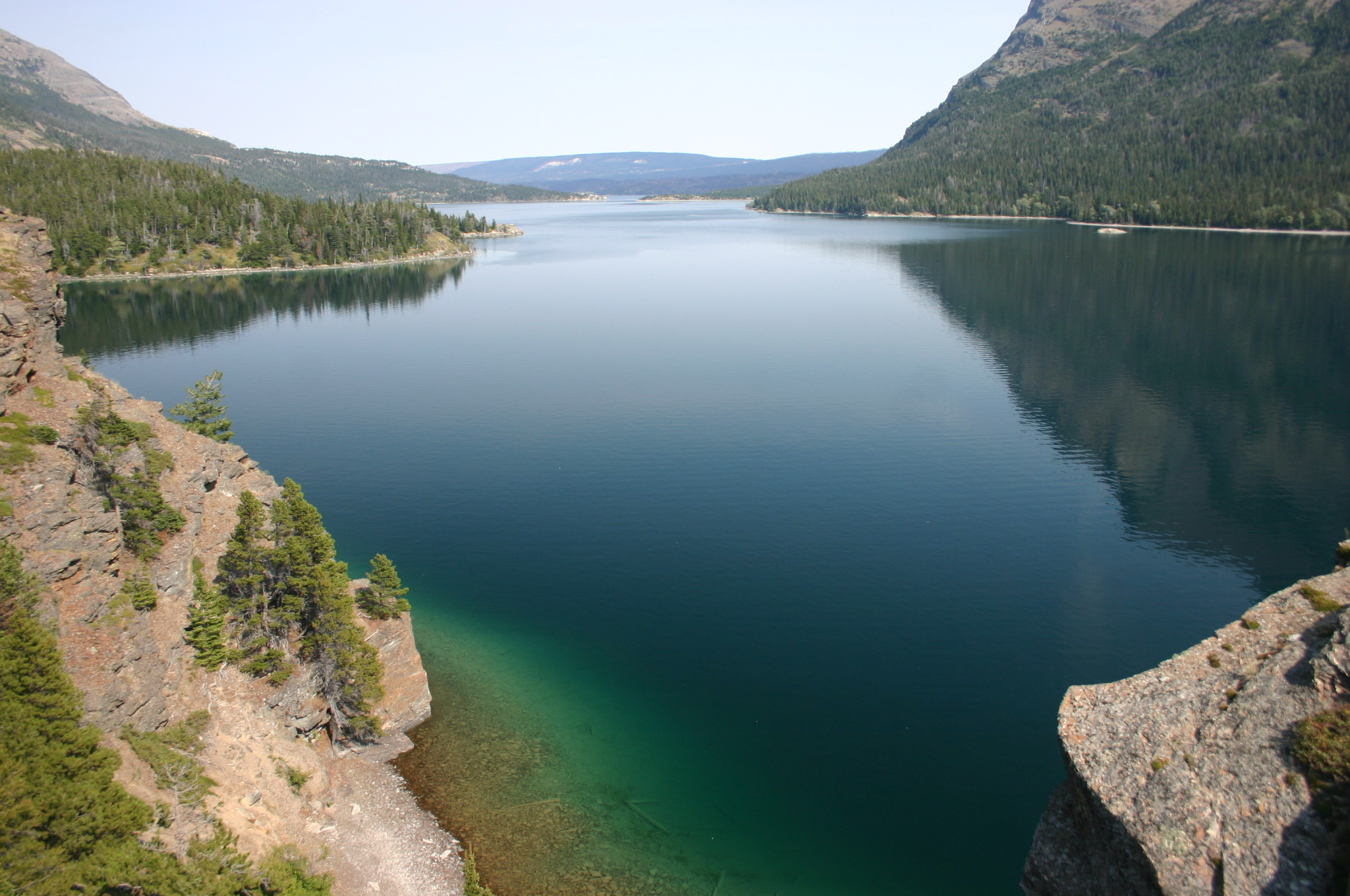
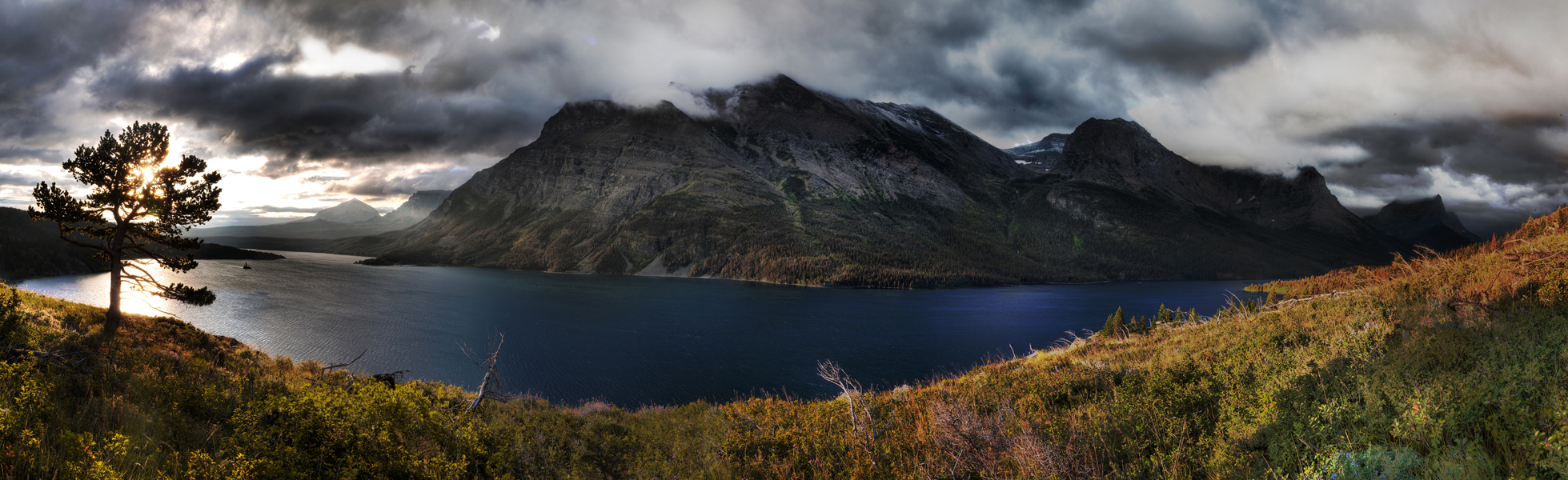